# Seznam vedlejších postav v Matrixu
Toto je seznam vedlejších postav z trilogie Matrix.

## Apok
Apok je člen Morpheovy posádky na lodi Nabukadnezaar v trilogii Matrix. Byl přítomen u Neova odstranění z Matrixu. Také jel s Neem a ostatními za Vědmou. Když zemřel Mouse, zmizel Cypher a když zajmuli Morphea, zůstal s Trinity, Neem a Switch. Cypher se ozval a Apoka po chvíli odpojil.

## Cypher
Cypher je členem posádky Morpheovi lodi Nabukadnezaar v trilogii Matrix. Byl na lodi devět let, ale krátce poté, co Neo přišel, vyvrcholila jeho nenávist k Morpheovi a domluvil se s agentem Smithem, že zradí posádku výměnou za to, že bude jako slavný a bohatý herec znovu v Matrixu, nic netušíce. Svůj plán uskutečnil, když Neo a ostatní šli k Vědmě. Cypher předem prozradil jejich polohu. Když unikali, upozornil na sebe a kvůli němu zajali Morphea. Jakmile chtěli utéct, Cypher se vypařil. Tank mu prozradil nejbližší východ. Když se Cypher dostal ven, projevila se jeho zrada. Vzal si elektrickou zbraň, která sloužila k obraně proti sondám a zabil operátora Tanka i jeho bratra Dozera. Poté zavolal Trinity a zatímco s ní mluvil, odpojil(zabil) Apoka a Switch. Když chtěl zabít i Nea, Tank se probral a Cyphera zabil stejnou zbraní, jako on chtěl zabít je.

## Dvojčata
Dvojčata jsou postavy ztvárněné Adrianem a Nielem Raymentovými. Jsou to bíle odění duchové a přívrženci Merovejce, kteří pokud nejsou zhmotněni, dokáží procházet zdmi a prolétnou jimi kulky. Poprvé byli spatřeni, jak kouřili vodní dýmku u Merovejce v restauraci Le Vrai ve filmu Matrix Reloaded. Ve stejném filmu také zahynou, když nestihnou včas utéct z vybuchujícího auta.

## Vědma
Vědma má schopnosti vidět do budoucnosti a ta ji zajímá především. Jejím záměrem je pomáhat hnutí odporu a vést Morphea, Nea, Trinity a další. Vědma řekla Morpheovi, že najde vyvoleného, který ukončí válku se stroji. Vědma usiluje o to aby Neo poznal sám sebe a později mu sděluje, že musí ke zdroji za pomoci klíčníka. Jde o postavu ztvárněnou Glorií Fosterovou a Mary Alice. Jedná se o padesátnici černé pleti. Když přišel Neo ke zdroji, dozvěděl se od Architekta, že je Vědma program sestrojený k porozumění lidské psychice. Jejím osobní strážcem je Seraf.

## Mouse
Mouse je jeden z Morpheovy posádky na lodi Nabukadnezaar v trilogii Matrix. Je ze všech nejmladší. Neovi se představil tím, že s ním filozofoval o hnusném jídle, které je jediné na lodi. Šel také s Neem a ostatními do Matrixu za Vědmou. Když se Neo vracel, tak se přišlo na to, že je chyba v Matrixu. A to taková, že místo dveří v Mousově místnosti byla zeď. Sám Mouse byl první obětí této chyby: kvůli Cypherově zradě dovnitř vtrhla policie s Agenty a Mouse postříleli.